# 1331 هـ
1331 هـ هي سنة في التقويم الهجري امتدت مقابلةً في التقويم الميلادي بين سنتي 1912 و1913.

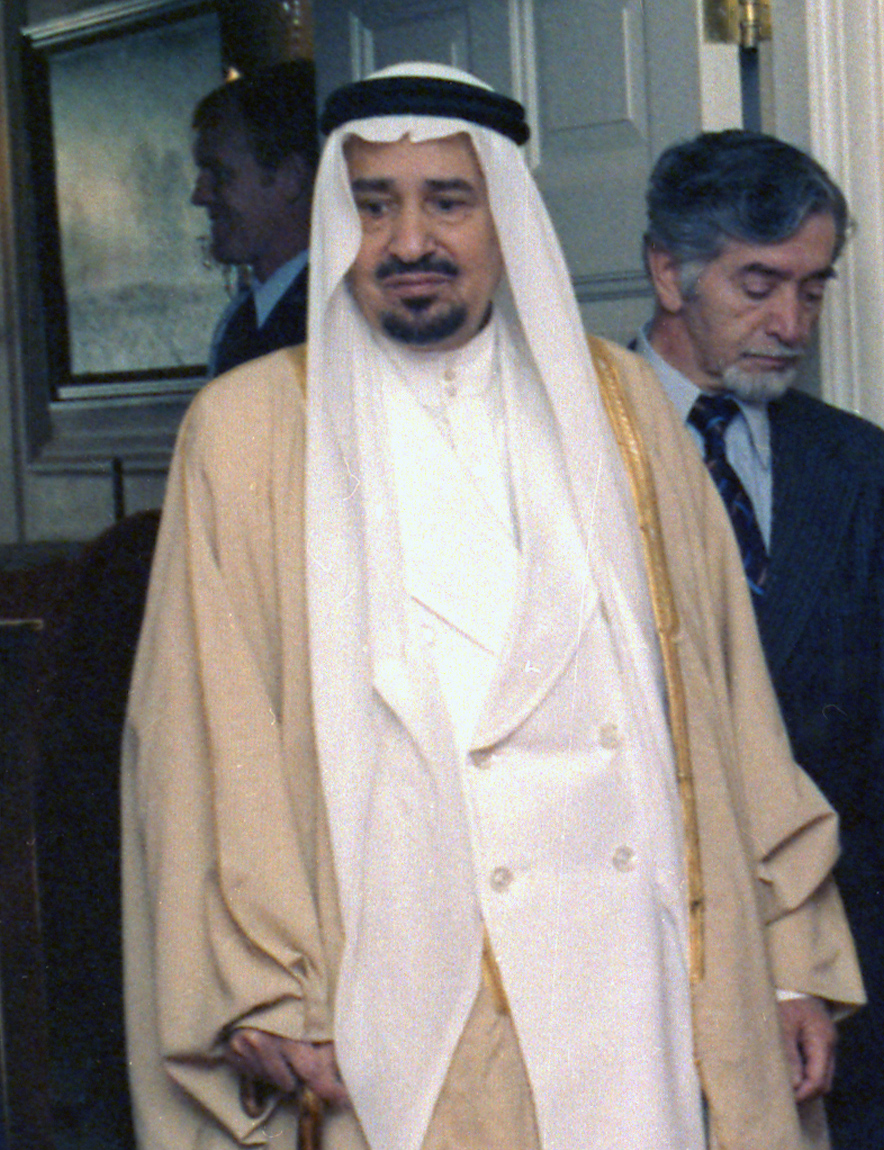
خالد بن عبد العزيز آل سعود

## أحداث
- الدولة العثمانية تشن حملة على عبد العزيز آل سعود لوقف سيطرته على شرق الجزيرة العربية.
- عبد العزيز آل سعود ينجح بفتح الأحساء.
- الأمير سعد الأول بن عبد الرحمن آل سعود يقوم باحتلال الدمام والقطيف والجبيل والظهران وقرى واقعة شمالها.
- وصول حملة الدولة العثمانية لإيقاف عبد العزيز آل سعود ولكنها وصلت بعد احتلال الأحساء وملحقاتها.
- عبد العزيز آل سعود ينهزم أمام الحملة العثمانية.
- عبد العزيز آل سعود يتمكن من إعادة تشكيل قواته وذلك بعد رحيل القوات العثمانية بسبب مشاكل في الدولة العثمانية.
- وفاة حاكم قطر الأمير قاسم بن محمد آل ثاني.
- الصلاة على أمير قطر الأمير قاسم بن محمد آل ثاني.
- دفن أمير قطر الأمير قاسم بن محمد آل ثاني في مقبرة الوسيل.
- مبايعة عبد الله بن قاسم آل ثاني أميرا لقطر.
- تولي حمدان بن زايد بن خليفة آل نهيان بعد قتله لأخوه طحنون.

## مواليد
- عبد الرحمن البزاز
- محمد حامد أبو النصر
- نايف العباس
- الملك خالد بن عبد العزيز بن عبد الرحمن آل سعود ملك المملكة العربية السعودية الرابع - (وتوفي سنة 1982)
- عواد معروف.
- عوسي الأعظمي.
- علي الوردي.
- محمد عقيل أحمد
- داود بن سليمان الجراح
- روجيه غارودي
- صالح بن إبراهيم البليهي
- عبد القادر بن أحمد السقاف
- عبد الكريم جرمانوس
- عبد اللطيف الدراجي
- كينيث كراج
- محمد حسن فقي
- محيي الدين كردي
- ناصر بن عبد العزيز آل سعود
- يوسف الجمري البحراني

## وفيات
- الشيخ قاسم القسام
- سالم بن علي السبهان
- سعيد الشرتوني
- شاكر الخوري
- فارمند
- فكتور شوفان
- كلب باقر الجايسي الحائري
- محمد بن عبد الله العيثان
- مصطفى الواعظ
- علي يوسف
- علي أبو الفتوح